# Sandie Clair
Sandie Clair (ur. 1 kwietnia 1988 w Tulonie) – francuska reprezentantka kolarstwa torowego, wicemistrzyni świata, dwukrotna mistrzyni Europy w sprincie.

## Kariera sportowa
Największymi jej osiągnięciami jest srebrny medal mistrzostw świata w 2011 roku oraz dwukrotne mistrzostwo Europy elite w Pruszkowie w 2010 roku (w sprincie indywidualnym oraz drużynowym - w parze z Clarą Sanchez). Jest mistrzynią Francji juniorek w sprincie i dwukrotną brązową medalistką mistrzostw świata juniorów (2005, 2006) oraz czterokrotną medalistką mistrzostw Europy juniorów.